# Горнозаводск (станция)
Горнозаводск — недействующая железнодорожная станция Сахалинского региона Дальневосточной железной дороги. Названа по одноимённому селу, в котором расположена.

## История
Станция открыта в 1931 году в составе пускового участка Невельск — Шахта-Сахалинская.
Современное название получила 1 февраля 1946 года.
До 1990-х годов от станции начиналась ведомственная ветка на Шебунино, предназначенная для перевозки угля.

## Деятельность
Станция ранее представляла собой разъезд, на котором скрещивались грузовые поезда из Холмска и Шахты-Сахалинской. Ранее станция могла отправлять небольшие грузовые отправления и контейнеры массой до 5 тонн.
Пассажирское сообщение по станции отсутствует с 1999 года. До этого от станции до Холмска курсировал местный поезд из двух вагонов японского производства с тепловозом ТГ16. 